# خوان ماريا موري
خوان ماريا موري (بالإسبانية: Juan María Maury)‏ هو كاتب ومترجم وشاعر إسباني، ولد في 1772 في مالقة في إسبانيا، وتوفي في 1845 في باريس في فرنسا.